# Jonas Leandersson (orienterare)
Jonas Leandersson, född 22 januari 1990 är en svensk orienterare med guld på stafetten vid VM 2014 och EM 2014 samt på sprintdistansen vid VM 2015, EM 2012 och EM 2014 som största meriter.
Han har OK Tyr som moderklubb men tävlar nu för Södertälje-Nykvarn. Han tävlar även i friidrott för IF Göta. Ej att förväxla med friidrottaren Jonas Leanderson, född 1991, som representerar Malmö AI.

## Personliga rekord (friidrott)
| Utomhus - 5 000 meter – 14:06,00 (Vasa, Finland 24 juni 2017) - 10 000 meter – 29:35,23 (Tammerfors, Finland 31 augusti 2018) - 10 km landsväg – 30:34 (Stockholm, Sverige 18 augusti 2018) - Halvmaraton – 1:06:54 (Göteborg, Sverige 18 maj 2019) | Inomhus - 3 000 meter – 8:11,00 (Gävle, Sverige 17 februari 2018) - 3 000 meter – 8:13,77 (Sätra, Sverige 4 februari 2017) |